# Bereča vas
Bereča vas je naselje u slovenskoj Općini Metliki. Bereča vas se nalazi u pokrajini Dolenjskoj i statističkoj regiji Jugoistočnoj Sloveniji. 

## Stanovništvo
Prema popisu stanovništva iz 2002. godine naselje je imalo 155 stanovnika.